# Laas (Südtirol)
Laas ([laːs]; italienisch Lasa) ist eine italienische Gemeinde mit 4118 Einwohnern (Stand 31. Dezember 2023) im Südtiroler Vinschgau. Hauptort ist das gleichnamige Dorf, das vor allem für den Laaser Marmor bekannt ist.

## Geografie

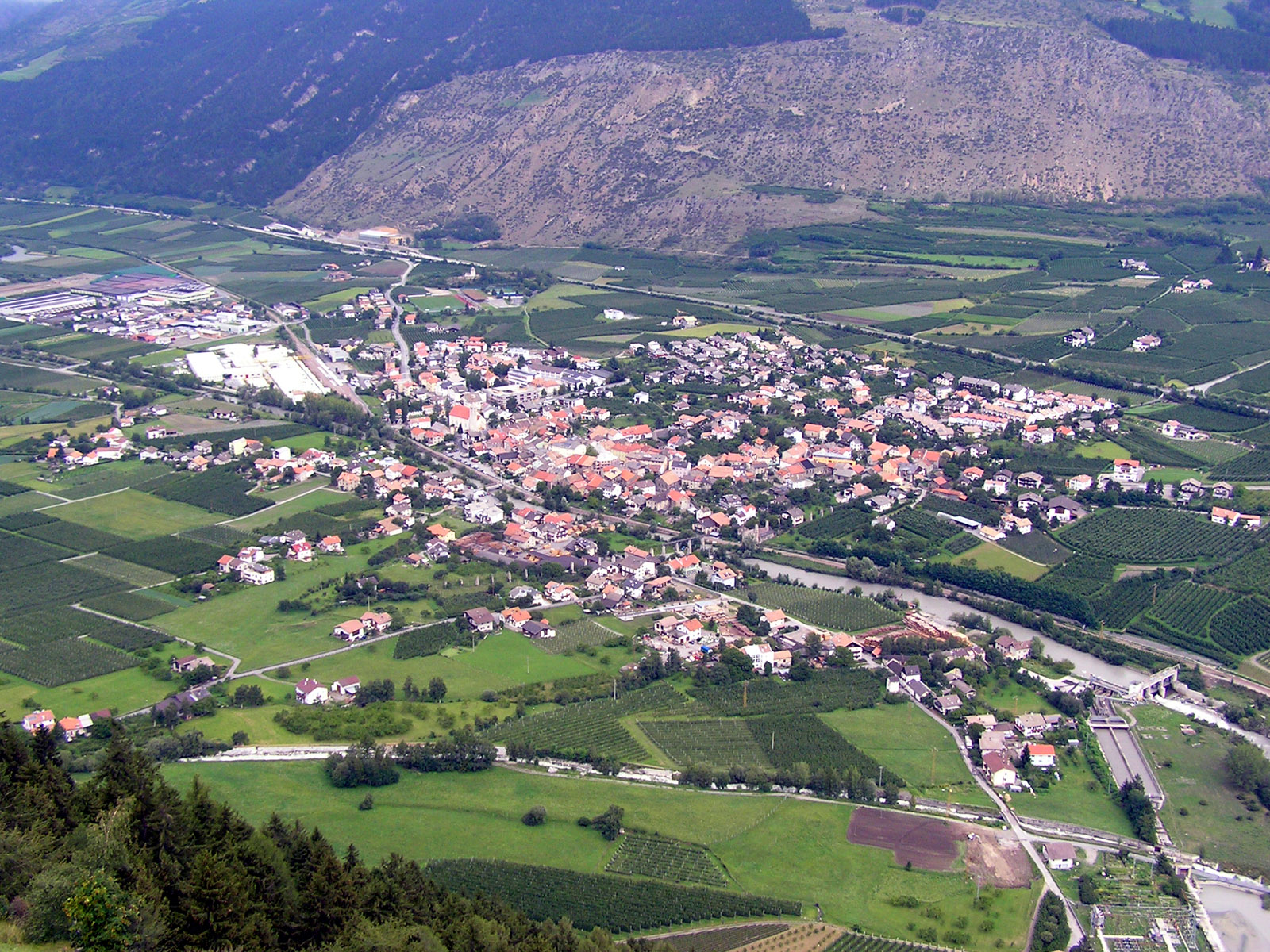
Laas im Jahr 2006

Die Gemeinde Laas befindet sich im Vinschgau im Westen Südtirols. Der breite Talboden des Etschtals, hier von Schwemmkegeln charakterisiert, bietet Platz für die vier größten Siedlungen der Gemeinde: den beiderseits der Etsch gelegenen Hauptort Laas (868 m), die auf der orographisch linken, nördlichen Talseite gelegenen Dörfer Allitz (1100 m) und Eyrs (900 m) sowie die auf der rechten, südlichen Talseite befindliche Ortschaft Tschengls (950 m). 
Nördlich vom Talboden steigt das Gelände zu den Hängen des Sonnenbergs an, die in mittelgebirgiger Lage der kleinen Fraktion Tanas (1400 m) Platz bieten. Darüber erreicht das Gemeindegebiet noch einige Gipfel des Saldurkamms der Ötztaler Alpen (etwa die Litzer Spitze, 3206 m). Südlich vom Talboden beginnt unmittelbar der Nationalpark Stilfserjoch. Kleine Rodungsinseln am Nördersberg werden dort von den Weilern Tarnell und Parnetz besetzt. Das beim Hauptort Laas abzweigende Laaser Tal führt südwärts weit in die Ortler-Alpen hinein (hier der Untergruppe der Laaser Berge zugerechnet), bis es am Laaser Ferner endet. Umkränzt ist das Hochtal von zahlreichen Dreitausendern, darunter der Vertainspitze (3545 m), dem Hohen Angelus (3521 m), der Mittleren Pederspitze (3462 m) und der Laaser Spitze (3305 m).

## Geschichte
Archäologische Funde weisen darauf hin, dass in der Ur- und Frühgeschichte der Hang über Eyrs und das Gebiet östlich von Allitz leicht besiedelt gewesen sind. Die Ortsnamen im Gemeindegebiet weisen aber ohnehin in die allerfrühesten Namensschichten.
Dem um 1400 vor allem in Meran tätigen Notar Jakob von Laas und seinen Notariatsregistern (Imbreviaturen) verdanken sich wichtige Einblicke in die Sozial- und Wirtschaftsgeschichte des Spätmittelalters, insbesondere zu Kreditpraktiken.
Im Jahr 1495 ist die prugk zu Las, eine Brücke über die den Ort durchfließende Etsch, urkundlich bezeugt.
Aus Laas stammt das Laaser Spiel vom Tod und Gericht der Menschen (auch: Zwischenspiel vom Vinschgauer Hanswurst) von 1805, in dessen Mittelpunkt die Figur des Hanswurst steht.
Das kommunale Wappen wurde am 27. September 1966 amtlich und symbolisiert den Marmorabbau.
Die Gemeinde Laas in ihrem heutigen Umfang gibt es seit 1929, als die zuvor eigenständigen Gemeinden Laas, Allitz, Eyrs, Tanas und Tschengls zusammengeschlossen wurden.

## Ortsname
Laas wurde urkundlich erstmals 1209 als Laz erwähnt. Der Ursprung des Namens ist nicht eindeutig geklärt. Eine mögliche Erklärung liegt in der Rückführung auf eine vorromanische Bezeichnung für Gestein, Schottergeschiebe oder Schuttkegel, eine andere Deutung bezieht sich auf einen angenommenen ehemaligen, von der Etsch gebildeten See (lat. lacus).

## Politik
Bürgermeister seit 1952:
- 1952–1956 Karl Gartner
- 1956–1964 Ernst Muther
- 1964–1969 Franz Platter
- 1969–1980 Leo Platter
- 1980–1985 Oskar Federspiel
- 1985–2003 Wolfgang Platter
- 2003–2020 Andreas Tappeiner
- 2020–0000 Verena Tröger

## Bevölkerung
Laas ist gemäß den erhobenen Sprachgruppenzugehörigkeitserklärungen bzw. Sprachgruppenzuordnungserklärungen eine weitgehend deutschsprachige Gemeinde. Als Berechnungsgrundlage der folgenden Prozentwerte wurden die gültigen Erklärungen von Personen mit italienischer Staatsbürgerschaft herangezogen.
| Sprache     | 1981    | 1991    | 2001    | 2011    | 2024    |
| ----------- | ------- | ------- | ------- | ------- | ------- |
| Deutsch     | 96,84 % | 97,33 % | 97,54 % | 98,09 % | 97,45 % |
| Italienisch | 3,07 %  | 2,55 %  | 2,29 %  | 1,67 %  | 2,41 %  |
| Ladinisch   | 0,09 %  | 0,12 %  | 0,17 %  | 0,24 %  | 0,13 %  |

## Bildung
In der Gemeinde Laas gibt es Bildungseinrichtungen für die deutsche Sprachgruppe. Zu diesen gehören vier Grundschulen (im Hauptort Laas, in Eyrs, Tanas und Tschengls) sowie eine Mittelschule im Hauptort. Dort ist auch die Berufsfachschule für Steinbearbeitung „Johannes Steinhäuser“ angesiedelt, die Ausbildungen zum Steinmetz und Steinbildhauer anbietet.

## Verkehr
Das Gemeindegebiet von Laas wird von der SS 38, der Vinschgaubahn und der Radroute 2 „Vinschgau–Bozen“ durchquert. An der Vinschgaubahn bestehen mit dem Bahnhof Laas und dem Bahnhof Eyrs zwei Zugangsstellen.

## Wirtschaft

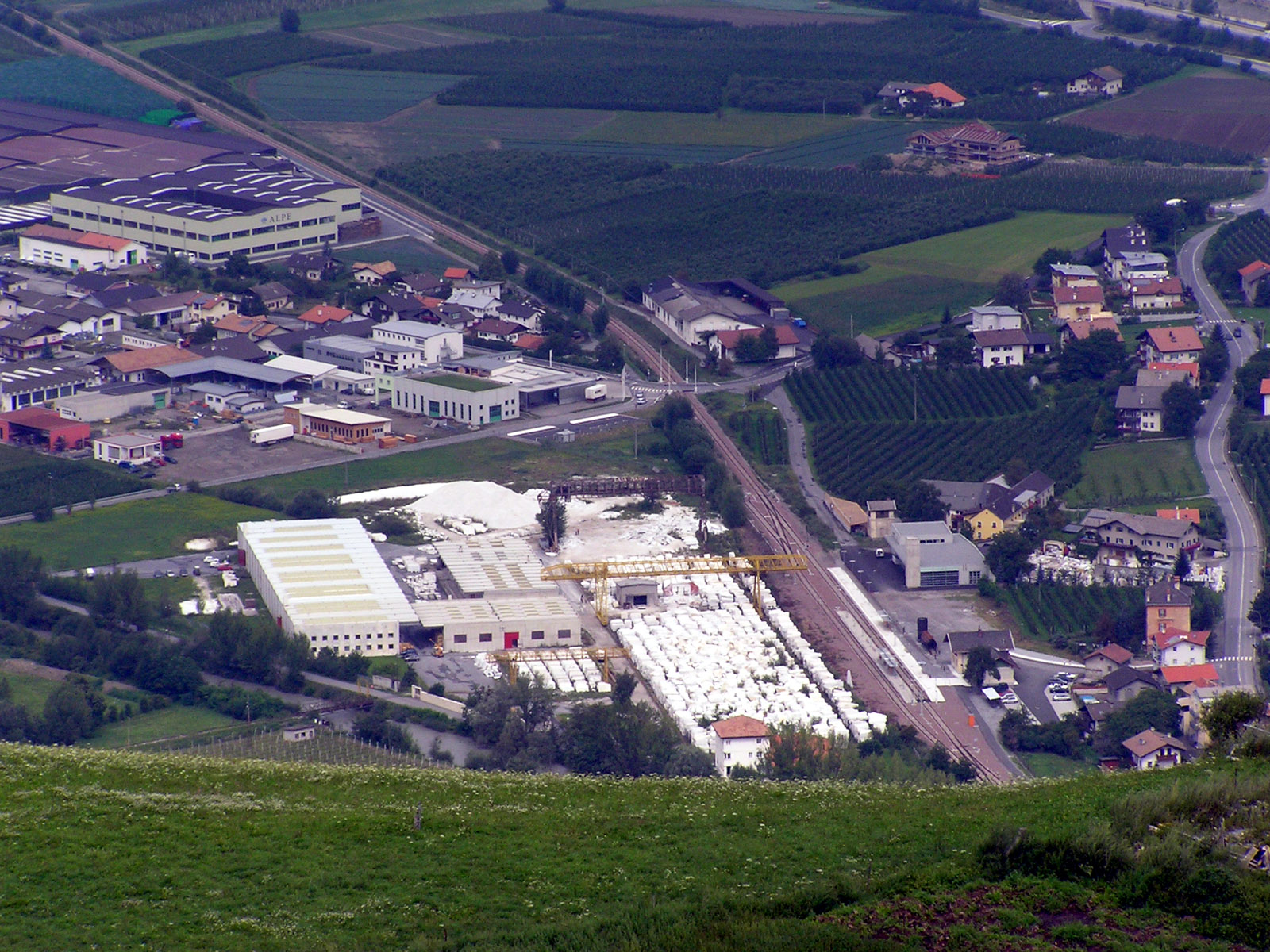
Das Marmorwerk in Laas

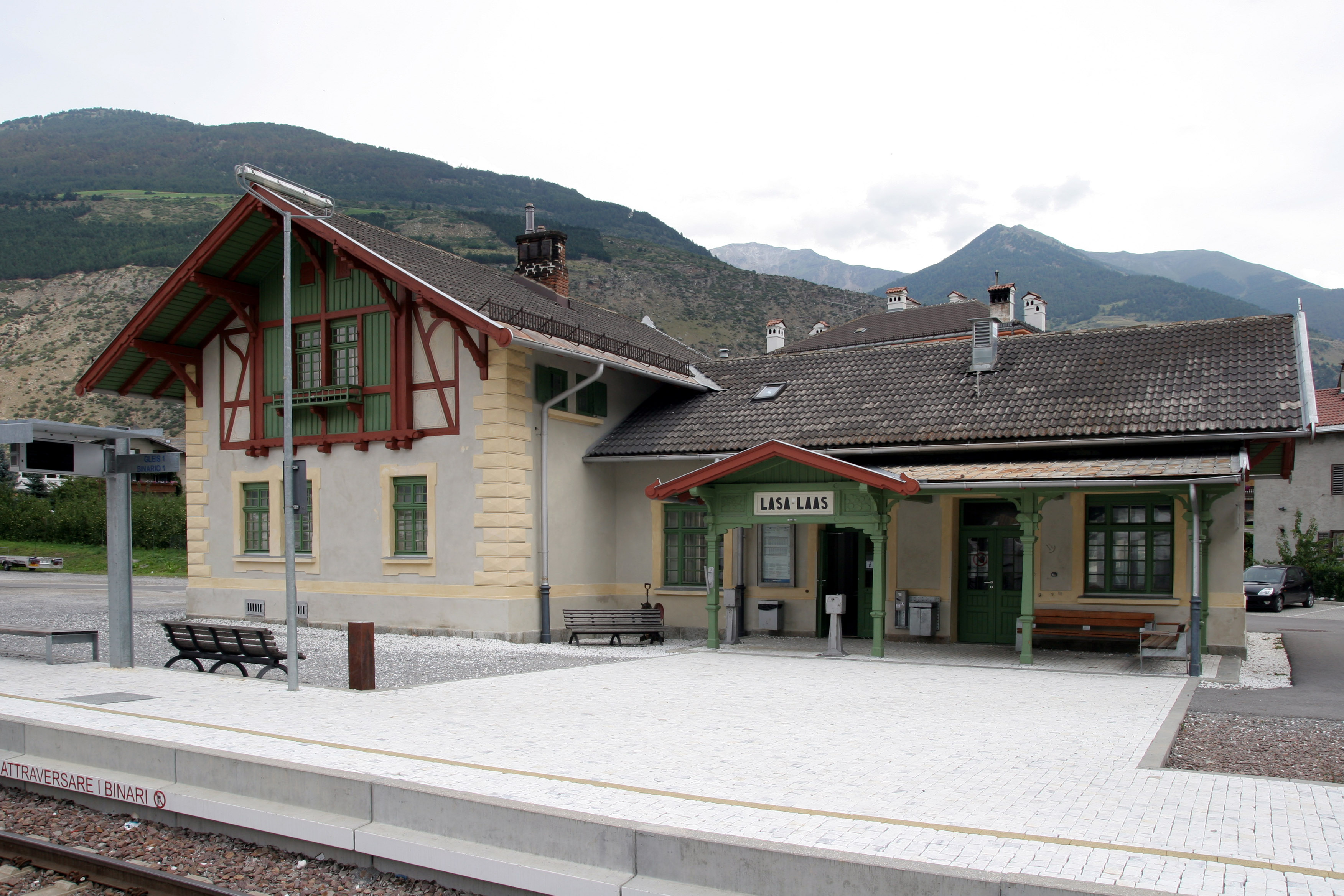
Der Bahnhof Laas der Vinschgaubahn

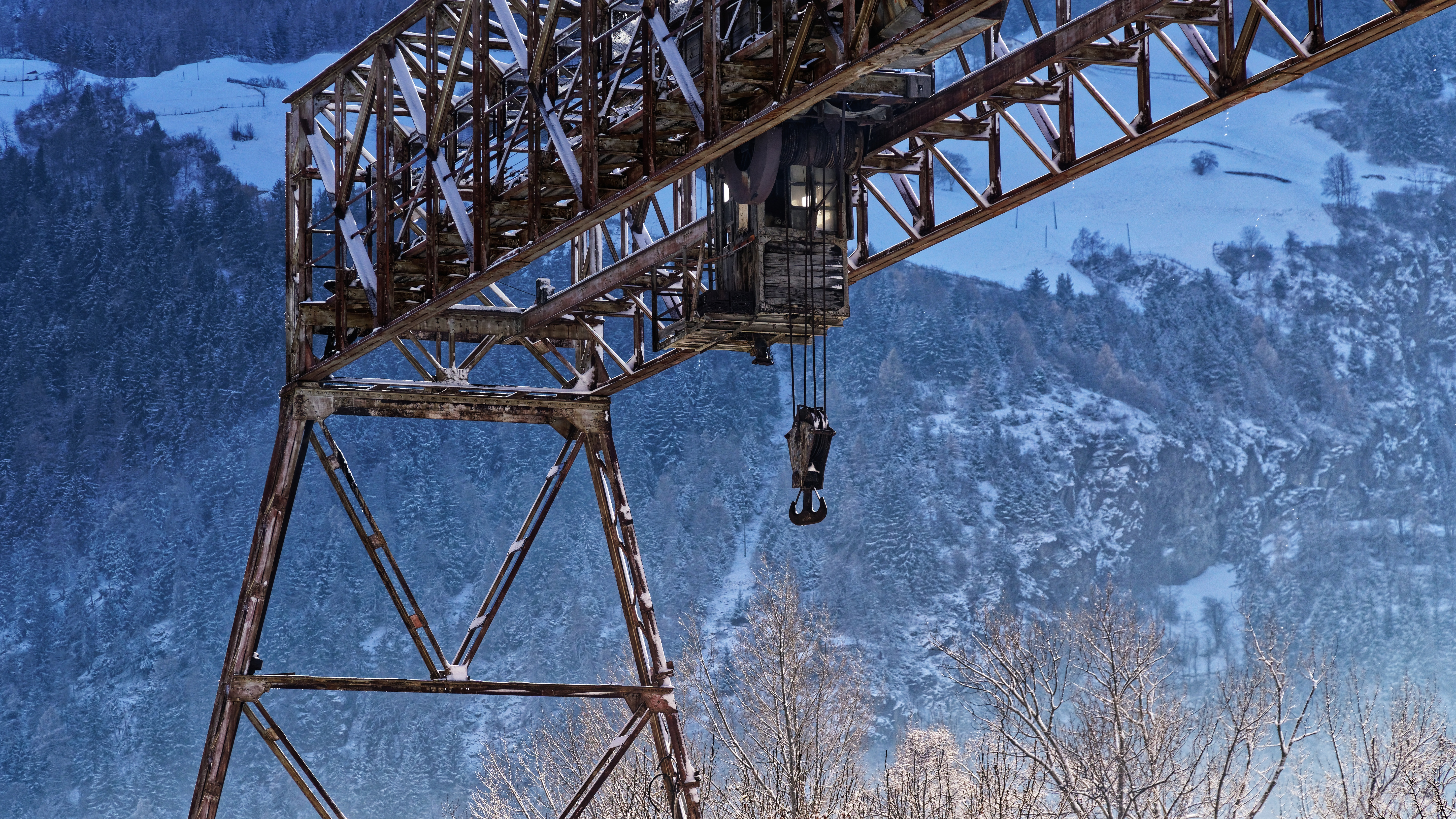
Alter Lastenkran

Die Marmorvorkommen im Laaser Tal wurden vermutlich bereits in der Römerzeit abgebaut, die systematische Gewinnung des „Laaser Marmors“ begann jedoch erst Mitte des 19. Jahrhunderts. Nach der Annexion Südtirols durch Italien eröffnete die Lasa Marmo SPA 1929 die Laaser Marmorbahn, mit der der Marmor heute noch aus 1550 Metern Höhe ins Tal gebracht wird. Mittels einer Seilbahn überwinden die Blöcke als erstes eine Schlucht. Danach werden sie durch Gleistransport den Berg entlang zu einer Standseilbahn, der Laaser Schrägbahn, geführt, mit der sie dann zum Marmorwerk im Tal gebracht werden. Bei der Lasa Marmo werden durch das örtliche Tourismusbüro wöchentliche Führungen angeboten. Der alte Portalkran der Firma wurde als Industriedenkmal auf einem Platz gegenüber dem Bahnhof Laas aufgestellt.
Es gibt heute im Hauptort noch zwei marmorverarbeitende Betriebe sowie zwei Bildhauer. Ein weiterer marmorverarbeitender Betrieb steht in der Fraktion Eyrs. 1982 wurde die Berufsfachschule für Steinbearbeitung in Laas wiedergegründet. Seit 2000 wird der Laaser Marmor auch durch das Ausstellen marmorner Kleinkunstwerke im Rahmen des jährlich stattfindenden Laaser Kulturfests marmor & marillen ins Licht der Öffentlichkeit gerückt. In der Talsohle befindet sich ein ausgedehntes Obstbaugebiet. Zwei große Obstgenossenschaften sorgen für die Lagerung und den Verkauf von Marillen, Äpfeln, Karfiol und anderem Gemüse.
In Laas liegen Teile des Wasserkraftwerks Kastelbell. Hier wird durch eine Wehranlage die Etsch gestaut. 294 m tiefer, in Kastelbell, werden mit drei Francisturbinen 60 MW mittlere elektrische Leistung gewonnen. Bei Laas befindet sich ebenfalls das zur Stauanlage Zufrittsee gehörende Wasserkraftwerk.

## Sehenswürdigkeiten

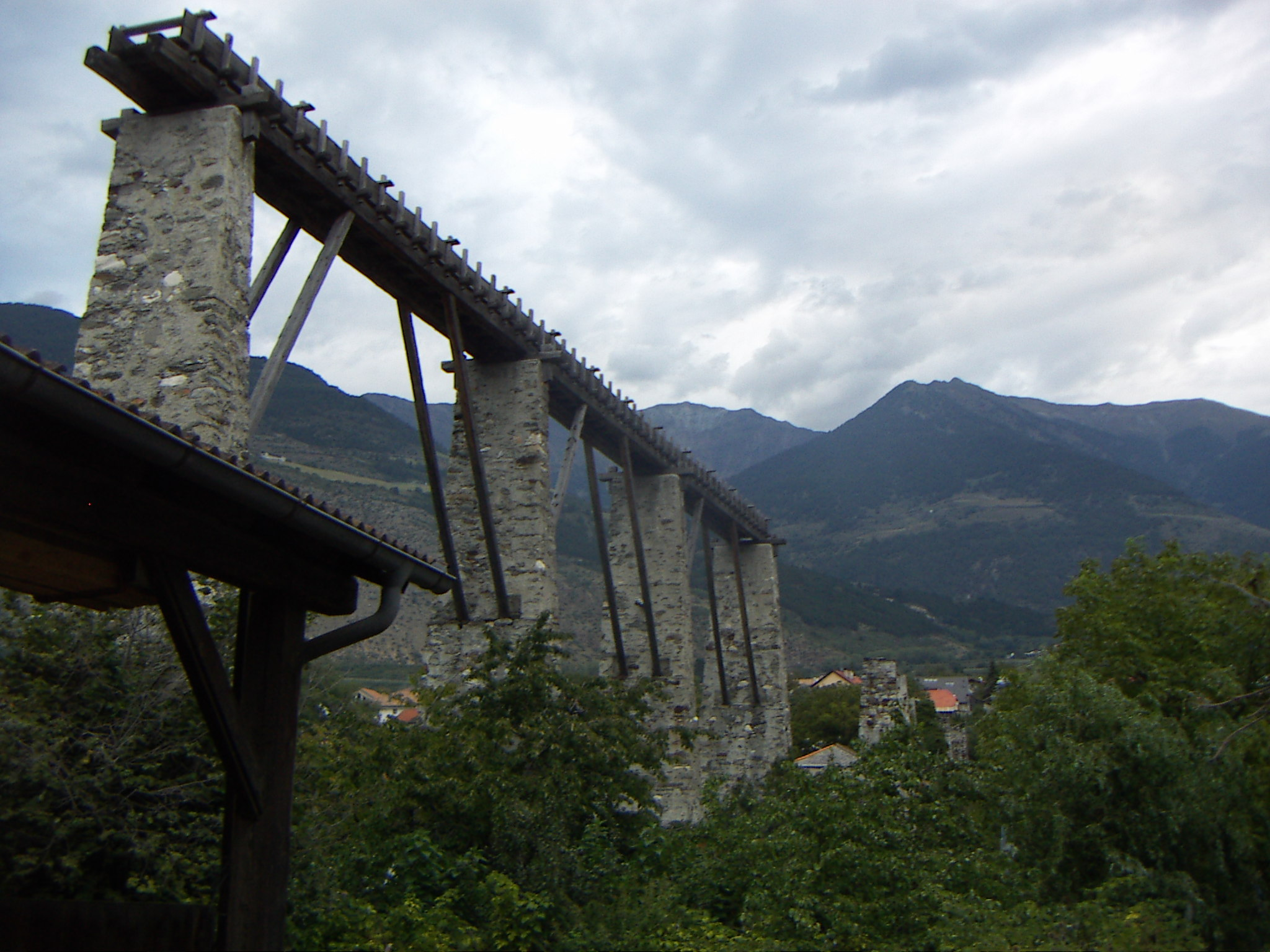
„Kandlwaal“ in Laas

### Historisches Aquädukt

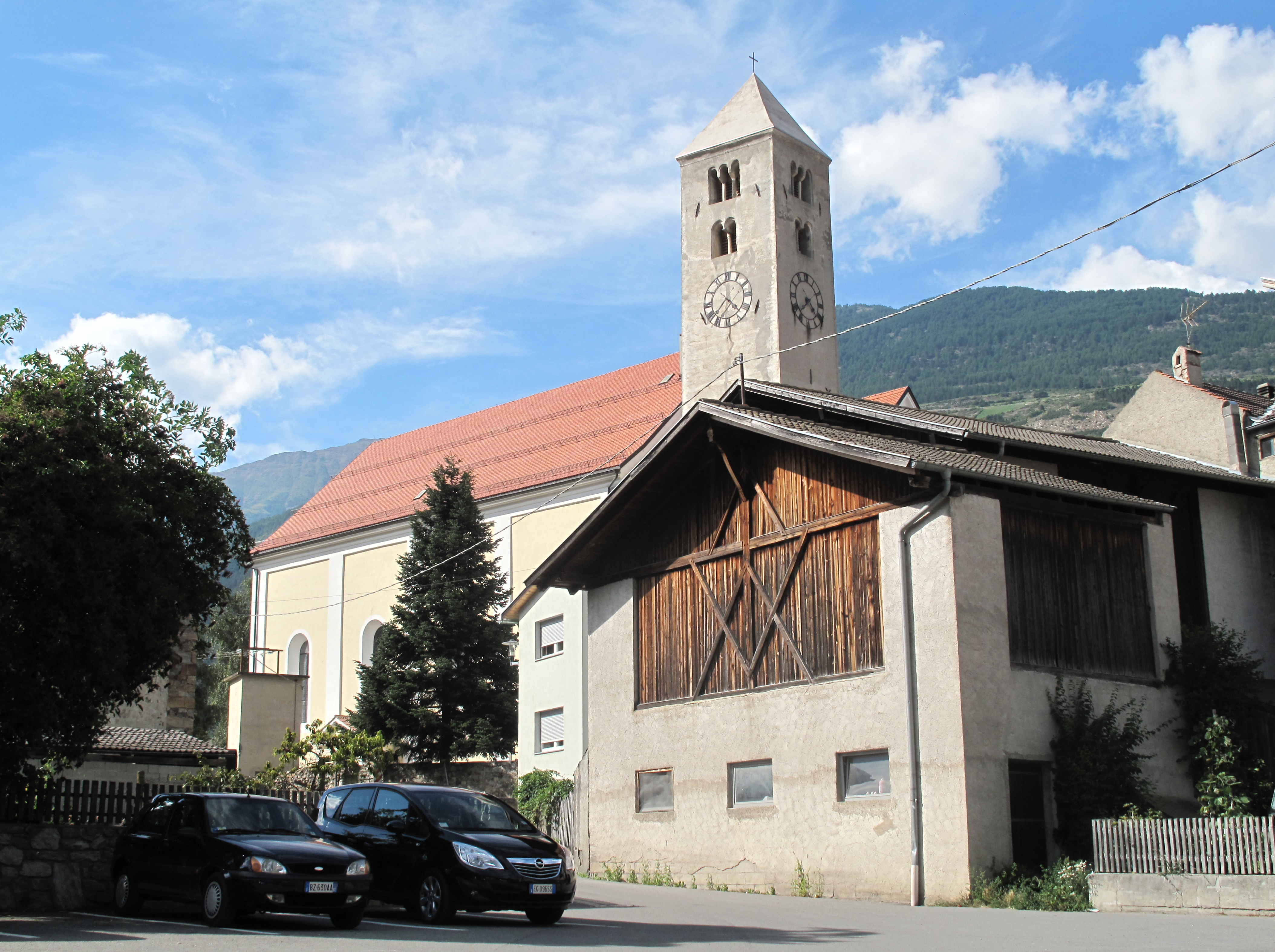
Pfarrkirche St. Johannes der Täufer

Die als „Kandlwaal“ bezeichnete Holzrinne war einst Teil des aus Waalen bestehenden Bewässerungssystems. Das 600 m lange hölzerne Aquädukt überquerte die Etsch auf 32 bis zu 15 m hohen Steinpfeilern. 1907 wurde der Kandlwaal von einem Brand zerstört. Teile davon sind heute noch zu sehen.

### Kirchen
- Maria Lourdes (Laas)
- St. Johannes (Laas)
- St. Sisinius (Laas)
- St. Martin (Laas)
- St. Nikolaus (Laas)
- St. Ulrich (Tarnell)
- Marienkapelle (Allitz)
- St. Moritz (Allitz)
- Mariä Heimsuchung (Allitz)
- St. Peter (Tanas)
- Herz-Jesu-Kirche (Tanas)
- Marienkapelle (Parnetz)
- St. Remigius (Eyrs)
- St. Josef (Eyrs)
- Mariä Geburt (Tschengls)

## Persönlichkeiten
- Jakob von Laas (tätig 1391–1407), Notar
- Johannes Ulrich von Federspill (1739–1794), Impresario und Theaterschreiber
- Franz Tappeiner (1816–1902), Arzt, Botaniker und Anthropologe
- Hans Plangger (1899–1971), Bildhauer
- Luis Stefan Stecher (* 1937), Dichter und bildender Künstler
- Rosmarie Thüminger (* 1939), Schriftstellerin
- Markus Paulmichl (* 1958), Mediziner